# Sede titolare di Calcedonia degli Armeni
Calcedonia degli Armeni (in latino: Chalcedonensis Armenorum) è una sede titolare soppressa della Chiesa cattolica.

## Storia
Agli inizi del XX secolo la Santa Sede istituì il titolo di Calcedonia degli Armeni, accanto a quello già in uso da tempo di Calcedonia dei Latini, per prelati della Chiesa armeno-cattolica.
Il titolo fu assegnato solo in due occasioni: nel 1911 a vantaggio di Pietro Kojunian, già eparca di Alessandria degli Armeni, e nel 1938 a vantaggio di Sergio Der Abrahamian, procuratore a Roma della Chiesa armeno-cattolica.
Il titolo è stato soppresso nel 1956.

## Cronotassi gli arcivescovi titolari
- Pietro Kojunian (Koyounian) † (17 marzo 1911 - 13 dicembre 1937 deceduto)
- Sergio Der Abrahamian † (15 gennaio 1938 - 6 luglio 1952 deceduto)